# Estación Rafaela CC
Rafaela CC era una estación de ferrocarril ubicada en la ciudad homónima, departamento Castellanos, provincia de Santa Fe, Argentina.

## Historia
Era la estación principal del Ferrocarril Central Córdoba, fue construida a fines del siglo XIX. Con la nacionalización de los ferrocarriles en 1948, pasó a formar parte del Ferrocarril General Belgrano y fue demolida; pasando a ser la Estación Rafaela F como la principal estación de trocha angosta de la ciudad.

## Servicios
Al no existir edificio, no presta servicios de pasajeros ni de cargas. Los restos de sus vías y su traza, corresponden al Ramal CC4 del Ferrocarril General Belgrano. Sus vías e instalaciones están concesionadas a la empresa Trenes Argentinos Cargas.